# Joseph Kalichstein
Joseph Chaim Kalichstein (ur. 15 stycznia 1946 w Tel Awiwie, zm. 31 marca 2022 w Nowym Jorku) – amerykański pianista i pedagog izraelskiego pochodzenia, członek założyciel Kalichstein-Laredo-Robinson Trio.

## Młodość i wykształcenie
Studiował fortepian u Joshuy Shora w Izraelu. Dzięki swojemu talentowi zwrócił na siebie uwagę słynnego chilijskiego pianisty Claudio Arrau, który zarekomendował go do prestiżowej nowojorskiej Juilliard School. Kalichstein studiował tam od 1962 pod kierunkiem Eduarda Steuermanna i Ilony Kabos. 
W 1967 zdobył nagrodę Young Concert Artists' Award. Rok później, dzięki wygraniu Young Concert Artists Auditions, miał swój recitalowy debiut w Nowym Jorku. Występ był tak udany, że Kalichstein został zaproszony przez Leonarda Bernsteina do wykonania IV koncertu fortepianowego Beethovena z Filharmonią Nowojorską. Koncert był transmitowany przez CBS.
W 1969 Kalichstein ukończył Juilliard School. W tym samym roku otrzymał Leventritt Award wygrywając ten pianistyczny konkurs przy jednogłośnym werdykcie jury, w skład którego weszli m.in. George Szell, Rudolf Serkin i William Steinberg. W 1970 zadebiutował w Europie grając z Londyńską Orkiestrą Symfoniczną pod dyrekcją Andrégo Previna.

## Kariera artystyczna
Od tego czasu Kalichstein jest aktywny zawodowo jako pianista koncertujący solo i z orkiestrą, a także jako kameralista. Jego repertuar obejmuje szerokie spektrum kompozycji z różnych epok i stylów, od utworów Bacha, Mozarta, Beethovena i Brahmsa do  dwudziestowiecznych kompozycji Bartóka i Prokofjewa. Współpracował z takimi znanymi dyrygentami, jak Daniel Barenboim, Pierre Boulez, James Conlon, Christoph von Dohnányi, Charles Dutoit, Lawrence Foster, Zubin Mehta, André Previn, Leonard Slatkin, Edo de Waart, David Zinman, a także George Szell i Erich Leinsdorf. Występował ze słynnymi orkiestrami, jak Bostońska Orkiestra Symfoniczna, Filharmonia Nowojorska, Chicagowska Orkiestra Symfoniczna, Cleveland Orchestra, London Symphony Orchestra, London Philharmonic Orchestra, Filharmonicy Berlińscy, Izraelska Orkiestra Filharmoniczna i orkiestry symfoniczne w Japonii, Australii i Ameryce Łacińskiej.
Od 1976 regularnie koncertuje ze skrzypkiem Jaimem Laredo i jego żoną, wiolonczelistką Sharon Robinson. Zespół wystąpił m.in. podczas uroczystości inaugurującej prezydenturę Jimmy'ego Cartera. W 1981 muzycy powołali do życia Kalichstein-Laredo-Robinson Trio, które w 1983 razem z Guarneri Quartet uświetniło nowojorskie obchody 150. rocznicy urodzin Brahmsa wykonaniem wszystkich jego kompozycji na fortepian i instrumenty smyczkowe. W 2002 Trio zostało nagrodzone tytułem Musical America Ensemble of the Year.
Kalichstein często występował także ze znanymi kwartetami smyczkowymi, takimi jak Guarneri Quartet i Emerson String Quartet, z którymi grał Kwintet fortepianowy Szostakowicza w Londynie i Waszyngtonie. Jego recitale spotkały się z entuzjastycznym przyjęciem podczas festiwali w Helsinkach, Edynburgu, Aspen, Pradze, Ravinii, Tanglewood, Salzburgu i Verbier. Był także jurorem podczas konkursów pianistycznch Van Cliburn International Piano Competition w 2005, 2009 i 2013. 
W 1997 Kennedy Center for the Performing Arts wyznaczyło Kalichsteina na doradcę artystycznego Chamber Music i dyrektora artystycznego Fortas Chamber Music Concerts. Pod jego kuratelą Kennedy Center przygotowało tematyczne festiwale muzyki kameralnej, np. Bramsa, Beethovena, czy historii fortepianu. 
W 1983 Kalichstein wszedł w skład grona pedagogicznego Juilliard School, a od 2003 kierował tam fakultetem Muzyki Kameralnej. Od 2010 wykładał również we francuskiej Académie musicale de Villecroze.